# Eva Baronsky
Eva Baronsky (* 10. Mai 1968) ist eine deutsche Schriftstellerin.

## Leben
Eva Baronsky, aufgewachsen im Rüdesheimer Stadtteil Assmannshausen, studierte nach dem Abitur Innenarchitektur und Marketing-Kommunikation und war unter anderem als selbständige Kommunikationsberaterin, Grafikerin, Marmeladenverkäuferin und Journalistin tätig, bevor sie 2009 den Roman Herr Mozart wacht auf veröffentlichte, für den sie 2010 mit dem Förderpreis des Friedrich-Hölderlin-Preises der Stadt Bad Homburg ausgezeichnet wurde.
Eva Baronsky hat eine Tochter und einen Sohn. Sie lebt und arbeitet in Kronberg.

## Werke
- Herr Mozart wacht auf. Roman. Aufbau, Berlin 2009.
- Magnolienschlaf. Roman. Aufbau, Berlin 2011[2]
- manchmal rot. Roman. Aufbau, Berlin 2015
- Herr Mozart feiert Weihnachten. Aufbau, Berlin 2017
- Orange. Erzählung, weissbooks, Frankfurt 2018.
- Herr Mozart wacht auf. Jugendstück, Uraufführung am Theater Next Liberty, Graz, 2019.
- Liebe würde helfen. Roman, zusammen mit Claudia Brendler. Kampa, Zürich 2021
- Die Stimme meiner Mutter. Roman. Eccoverlag, Hamburg 2021.